# Wilhelm Mercy
Wilhelm Mercy (* 9. Februar 1753 in Überlingen; † 1. Juli 1825 zu Gruol) war ein römisch-katholischer Geistlicher.

## Leben
Mercy trat am 1. April 1770 unter Abt Mauritius Moritz (1760–1782) als Novize in das Prämonstratenserkloster Rot an der Rot in Oberschwaben ein. Am 22. Februar 1777 wurde er in Konstanz zum Priester geweiht. Seine Aufgabe war die des Wallfahrtsseelsorgers an der Wallfahrtskirche Maria Steinbach. Danach wurde er Lehrer an der Schule des Mutterhauses in Rot an der Rot. Er war im Konvent ein Gegenspieler von Abt Willbold Held (1782–1789), den er als kaltherzig empfand. Im Jahre 1787 wurde Mercy von Herzog Carl Eugen von Württemberg zum Hofprediger ernannt. 1788 erfolgte auf Antrag Herzog Carl Eugens durch Papst Pius VI. die Entbindung von den Ordensgelübden. Nach dem Tode des Herzogs 1794 verbrachte er ein Jahr in seiner Vaterstadt Überlingen. 1798 wurde er in Gruol bei Haigerloch im Reichsfürstentum Hohenzollern-Hechingen Pfarrer.

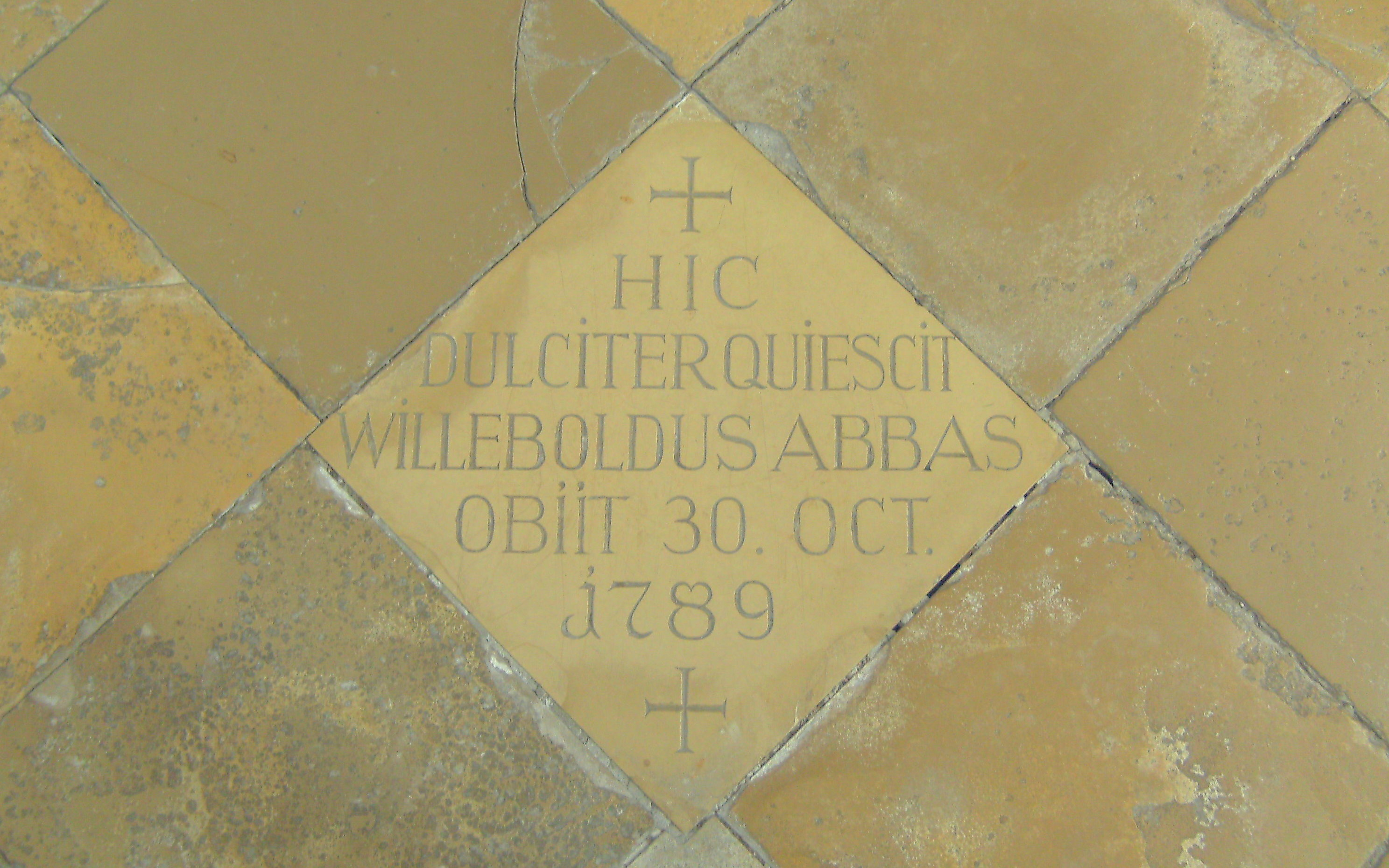
Grabplatte Abt Willebold Held Gegenspieler Mercys

Die Klöster standen Ende des 18. Jahrhunderts unter scharfer Kritik der Aufklärer. Forderungen nach Aufhebung der Klöster wurden immer offener formuliert. Mercy kannte die Kritik der Aufklärung an dem Klosterwesen und den geistlichen Territorien. Er schrieb Aufsätze zum Thema Bildungswesen nach der Säkularisation. Er gab Ratschläge für junge Geistliche und versuchte ein neues katholisches Ritual zu entwerfen. Die Aufhebung von achtzehn katholischen Universitäten in den geistlichen Territorien Schwäbisch-Österreichs und das Ende der dezentralen Bildungsinstitutionen in den Klöstern, die Auflösung der Klosterbibliotheken hatte dort nachhaltige Folgen. Mercy entwickelte ein Konzept, wie das Bildungswesen in Schwaben trotz des Untergangs der Klöster als Bildungsinstitution zu bewerkstelligen war. Eine oder zwei Reichsabteien sollten erhalten bleiben. Es müsste zwar Ordnung, aber keine Möncherei in diesen Häusern herrschen. Der Prälat sollte auf alle seine Insignien seiner Würde und Macht verzichten, vom Bildungsstand Professor sein, vom Bischof ernannt, aber nicht von ihm willkürlich versetzt oder entlassen werden können. Mercy war ein aufgeklärter Weltpriester, der sich für einen Katholizismus nach Ignaz Heinrich von Wessenberg starkmachte. 1819 wurde er pensioniert.

## Werke
- Wie kann dem katholischen Schwaben das Kriegsungemach zum größten Vortheile für die Religion vergütet werden? Eine Frage, deren Beantwortung dem schwäbischen Kreise zur Beherzigung vorgelegt wird. Ulm 1801.
- Ueber den Entwurf eines neuen (Katholischen) Rituals. Ulm 1806. MDZ.
- Ueber die aufgehobenen Klöster. Tübingen 1808. digishelf.de
- Grundsätze der Beredsamkeit für junge Geistliche. Ulm 1810. Google Books.
- An die künftigen Bischöfe. 1822.
- Andenken an Benedict Maria Leonhard von Werkmeister. 1823.